# Engelimyia psino
Engelimyia psino är en tvåvingeart som beskrevs av Thomas Pape och Mello-patiu 2006. Engelimyia psino ingår i släktet Engelimyia och familjen köttflugor.
Artens utbredningsområde är Costa Rica. Inga underarter finns listade i Catalogue of Life.